# Colostygia viridicinctaria
Colostygia viridicinctaria är en fjärilsart som beskrevs av Peyer 1862. Colostygia viridicinctaria ingår i släktet Colostygia och familjen mätare. Inga underarter finns listade i Catalogue of Life.